# Distretto di Bayındır
Il distretto di Bayındır (in turco Bayındır ilçesi) è uno dei distretti della provincia di Smirne, in Turchia.